# Phalombe
Phalombe ist eine Stadt in Malawi nördlich des Mulanje-Massivs am südwestlichen Fuße des gleichnamigen, 2289 Meter hohen Berges. 2018 hatte die Stadt 6.242 Einwohner. Etwas südlich der Stadt liegt die Lukulezi-Mission mit einem Krankenhaus. Auf dem Berg wird mit einer aus Mexiko stammenden Kiefernart intensiv Waldbau betrieben. Der Distrikt reicht fast bis zum südlichen Ufer des Chilwa-Sees und gilt als einer der ärmeren in Malawi.
Phalombe liegt in einer ungünstigen Tallage, der sogenannten Lister-Schneise. Da die beiden Bergmassive Regenfänger sind, kommt es in der Regenzeit wiederholt zu heftigen Sturzfluten aus den felsigen Höhen, die sehr schweres Geröll mit sich führen können. Zuletzt ereignete sich 1991 ein solches Unglück, bei dem hunderte Menschen ums Leben kamen und im Ort eine zwei bis drei Meter hohe Schlamm- und Geröllschicht zurückließ.